# Wasyl Sanguszko
Wasyl Sanguszko (zm. 1558) – książę, dworzanin królewski w 1508 r., dzierżawca świsłowicki w 1543 r. Syn Michał Sanguszkowicza i Anny (zm. po 1501). Ożenił się z Anną Skorucianką (ur. około 1500), z którą miał syna Hrihorego (1530-1555) i córki ur. po 1530: Hannę, Marynę, Magdalenę.